# اکوارو
اکوارو (به ایتالیایی: Acquaro) یک سکونتگاه مسکونی در ایتالیا است که در استان ویبو والنتیا واقع شده‌است.

## خصوصیات
اکوارو ۲۵٫۳ کیلومترمربع مساحت و ۲٬۹۰۸ نفر جمعیت دارد و ۲۶۲ متر بالاتر از سطح دریا واقع شده‌است.

## نگارخانه

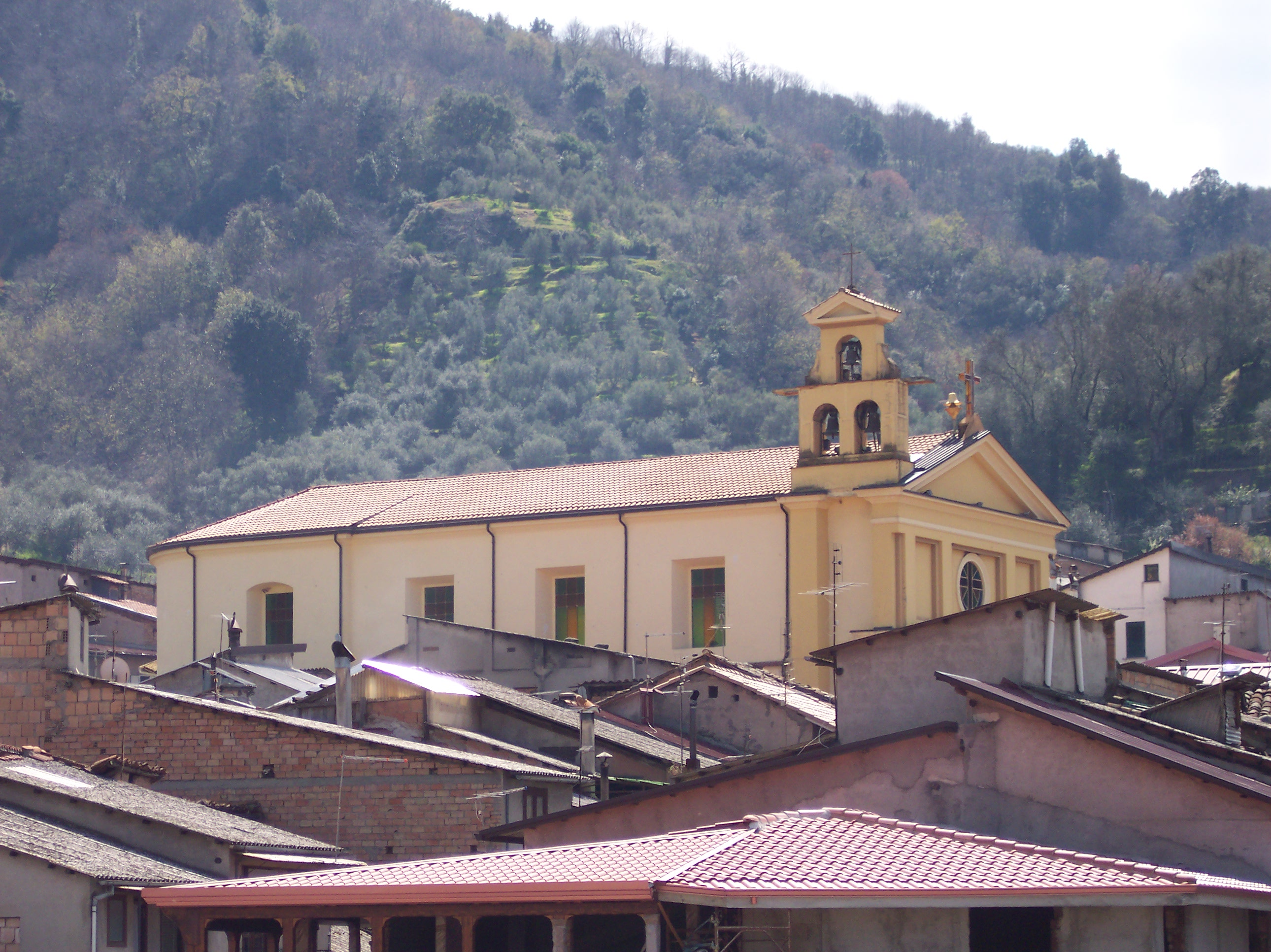
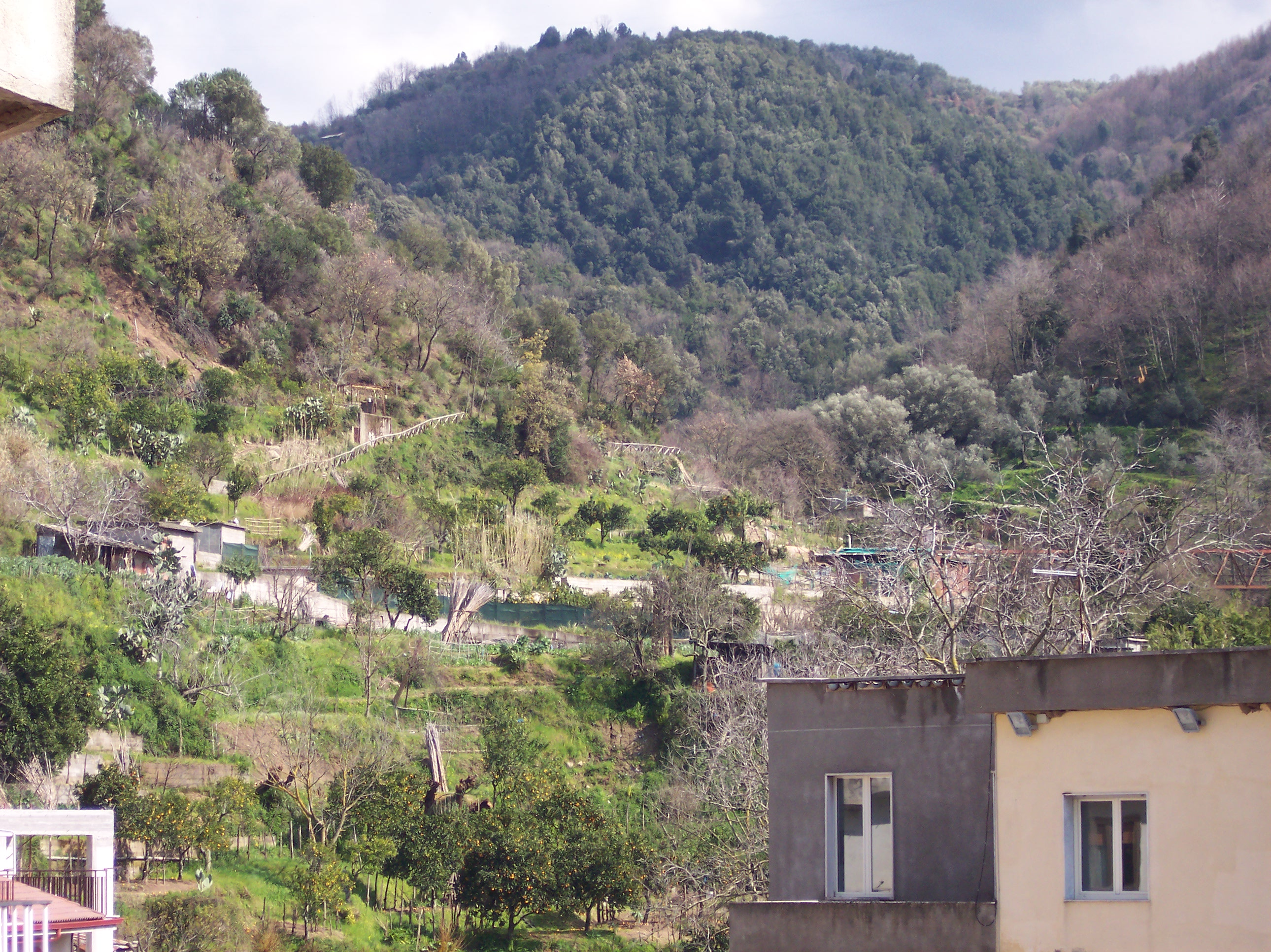
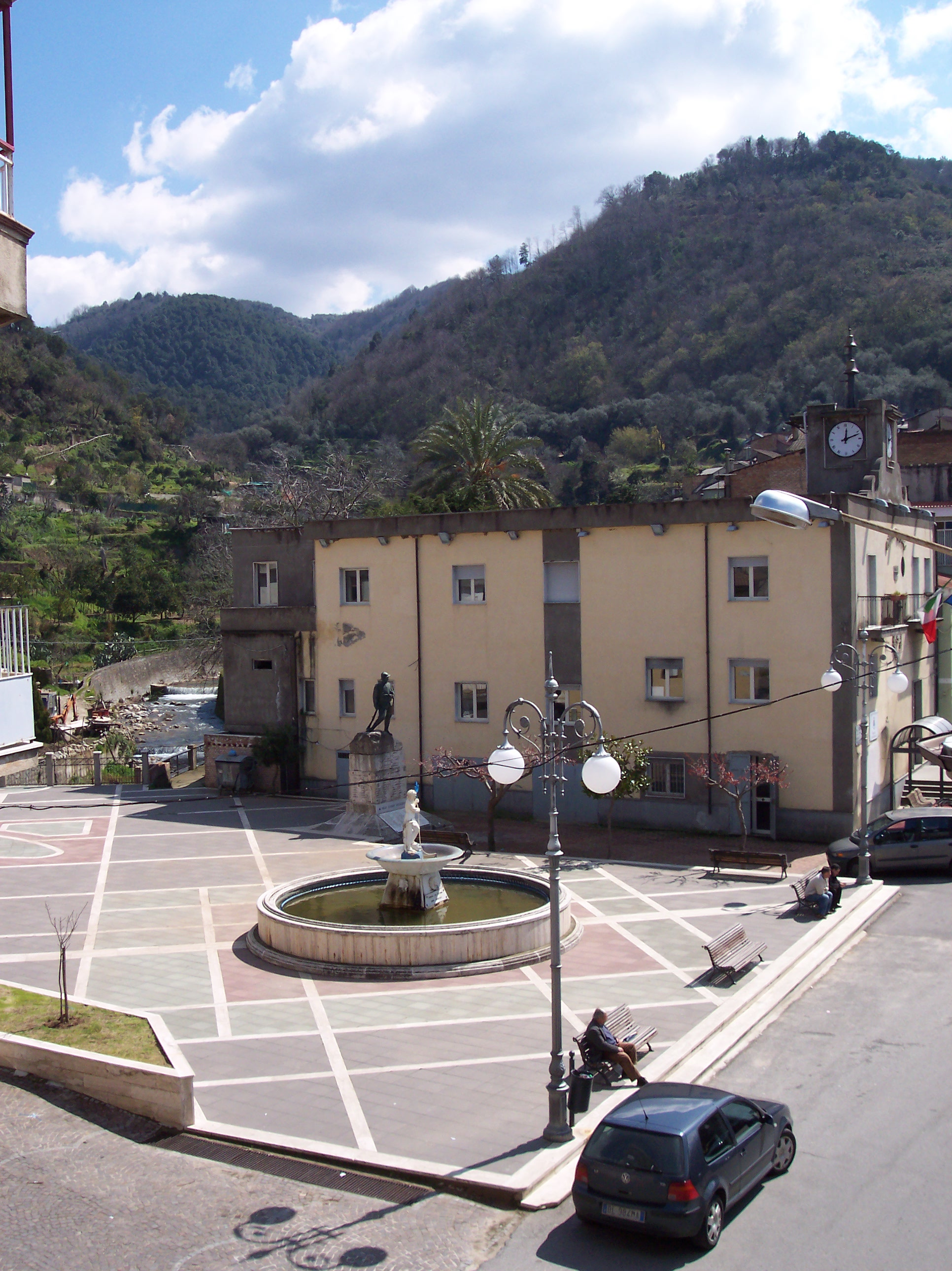
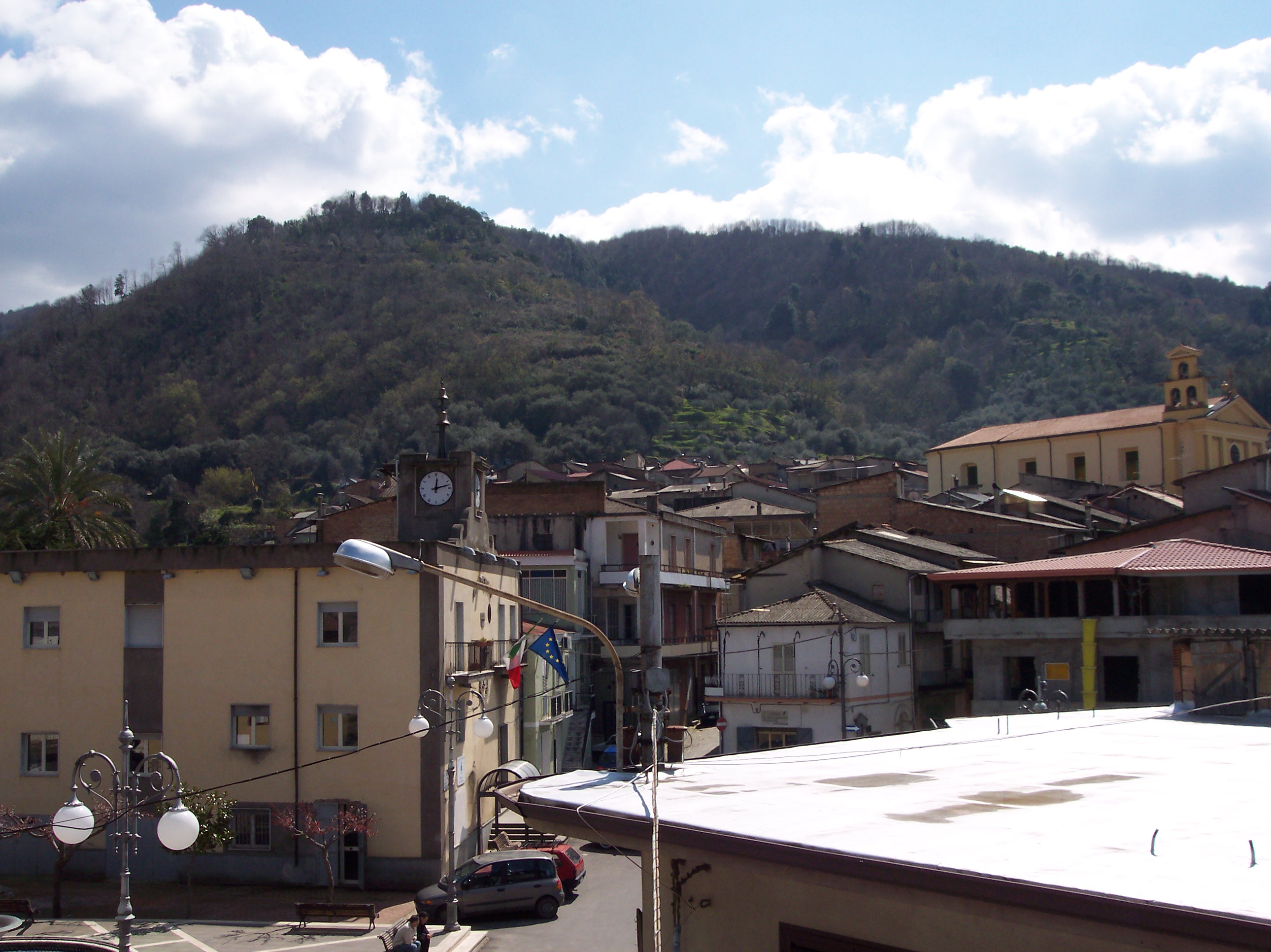